# إي أم دي 700
إي أم دي 700 (بالإنجليزية: AMD 700)‏ وهي سلسلة من مجموعة شرائح مصمَّمة من قبل شركة إي تي آي التابعة لشركة إي أم دي وتباع باسمها. وتم إطلاق هذه السلسة في نهاية هذه عام 2007 وأطلقة النسخ أخرى من هذه السلسلة في منتصف عام 2008 وفي آخره.